# Флаг нацистской Германии
Флаг со свастикой (нем. die Hakenkreuzflagge; дословно — «флаг с крючковатым крестом») — официальное название флага Национал-социалистической немецкой рабочей партии (НСДАП), ставшего официальным государственным символом Германии в период правления НСДАП под руководством Адольфа Гитлера в 1933—1945 годах.
Флаг представлял собой прямоугольное красное полотнище с расположенной в центре на белом круге чёрной наклонной правосторонней свастикой. Дизайн был предложен членом Общества Туле и «Германского ордена» Фридрихом Кроном. Окончательный вариант был создан непосредственно самим Адольфом Гитлером.

## Предыстория
Свастика в нацизме стала наследием немецкого расистского националистического движения фёлькише и ариософии, восходя в итоге к создателю ариософии Гвидо фон Листу. Молодой Гитлер вдохновлялся лекциями поэта Альфреда Шулера, который принёс ариософскую идею свастики в Германию. В представлении Гитлера свастика символизировала «борьбу за торжество арийской расы». В таком выборе соединилось и мистическое оккультное значение свастики, и представление о свастике как об «арийском» символе (ввиду её распространённости в Индии), и утвердившееся уже использование свастики в немецкой крайне правой традиции: её использовали некоторые австрийские антисемитские партии, а в марте 1920 года во время Капповского путча она была изображена на касках вступившей в Берлин бригады Германа Эрхардта (здесь, возможно, имело место влияние Прибалтики, так как многие бойцы Добровольческого корпуса сталкивались со свастикой в Латвии и Финляндии).
Вопреки распространённому мнению, идея сделать свастику символом нацистского движения не принадлежала лично Гитлеру. Хотя Немецкая рабочая партия (DAP) (предшественница NSDAP) и Общество Туле имели некоторые идеологические расхождения, они пользовались общим символом — свастикой. Первоначальный дизайн флага принадлежит Фридриху Крону, зубному врачу, а также члену Общества Туле и Германского ордена, имевшему хорошую репутацию в DAP, богатую домашнюю библиотеку которого посещал Гитлер. В мае 1919 года Крон составил меморандум «Может ли свастика служить символом национал-социалистической партии?», где предложил левонаправленную свастику, то есть направленную против часовой стрелки, как в теософии и Германском ордене, в качестве символа DAP. Такое направление свастики он выбрал, поскольку в буддизме оно символизирует удачу и здоровье, тогда как правая ориентация, против часовой стрелки, — упадок и смерть. Большинство свастик Общества Листа и Общества Туле имели, однако, правую ориентацию. Гитлер отдавал предпочтение ориентированной вправо свастике с прямыми линиями. В ходе обсуждений в комитете DAP он смог убедить Крона изменить проект. Крону принадлежит и авторство распределения цветов: чёрная свастика в белом кругу на красном фоне. Впервые данный флаг нового движения, предложенный Кроном и модифицированный Гитлером, появился на митинге НСДАП в Штарнберге 20 мая 1920 года. Как символ Национал-социалистической немецкой рабочей партии свастика была утверждена Гитлером летом 1920 года.
В 1923 году на съезде НСДАП Гитлер сообщал, что чёрная свастика — призыв к беспощадной борьбе с коммунистами и евреями.
В 1924 году, находясь в заключении после неудавшегося Пивного путча, Гитлер писал в своей известной книге «Моя борьба»:

Тем не менее я вынужден был отклонить все бесчисленные проекты, присылавшиеся мне со всех концов молодыми сторонниками движения, поскольку все эти проекты сводились только к одной теме: брали старые цвета [красно-бело-чёрного германского флага] и на этом фоне в разных вариациях рисовали мотыгообразный крест. <…> После ряда опытов и переделок я сам составил законченный проект: основной фон знамени красный; белый круг внутри, а в центре этого круга — чёрный мотыгообразный крест. После долгих переделок я нашёл наконец необходимое соотношение между величиной знамени и величиной белого круга, а также остановился окончательно на величине и форме креста.
— Адольф Гитлер, «Моя борьба», с. 439.
Значение флага Гитлер объяснил следующим образом:

Как национал-социалисты мы связываем нашу программу с нашим флагом. Красный цвет на нем означает социальную идею движения, белый — националистическую идею, свастика заключает идею борьбы за победу арийского человека, а также <…> победу идеи созидательного труда, которая как таковая всегда была и будет направлена против семитов.— Адольф Гитлер, «Моя борьба», с. 497.

## 1933—1935
12 марта 1933 года указом о предварительном регулировании вывешивания флагов было установлено, что впредь должны одновременно подниматься (вывешиваться) вместе чёрно-бело-красный флаг и флаг со свастикой (нем. die Hakenkreuzflagge), так как «эти флаги связывают славное прошлое германского государства и энергичное возрождение немецкой нации. Совместно они должны представлять государственную власть и внутреннюю тесную связь всего немецкого народа». На военных зданиях и сооружениях предписывалось вывешивать только государственный военный флаг (нем. die Reichskriegsflagge).
22 апреля 1933 года «Вторым предписанием о предварительном регулировании использования флагов» было установлено:

1. Штандарт рейхспрезидента (die Standarte des Reichspräsidenten) — равносторонний обрамленный чёрно-бело-красной каймой золотисто-жёлтый прямоугольник, в котором изображён парящий государственный орёл, обращённый к древку. Чёрные, белые и красные полоски обрамления имеют равную ширину, чёрная находится снаружи. Ширина каймы относится к общей высоте штандарта как 1 к 10.
2. Государственный служебный флаг (die Reichsdienstflagge) состоит из трёх равных по ширине поперечных полос, сверху — чёрная, в середине — белая, внизу — красная, в белой полосе, ближе к древку, изображён государственный орёл. Белая полоса выше и ниже государственного орла расширяется на 1/5 своей ширины.

Всем учреждениям и органам власти государства, исключая рейхспрезидента, министра вооружённых сил и использующих государственный военный флаг или флаг государственной почты, предписывается использовать государственный служебный флаг.
Все государственные служебные здания должны иметь вывешенные чёрно-бело-красный флаг и флаг со свастикой или государственный служебный флаг и флаг со свастикой.
Служебные плавсредства на внутренних водах и на море должны нести государственный служебный флаг, а также, при возможности, — флаг со свастикой.

Указом государственного министра внутренних дел от 29 апреля 1933 года было предписано всем коммерческим судам с 1 мая 1933 года, помимо кормового чёрно-бело-красного флага, поднимать на фок-мачте или гюйс-штоке флаг со свастикой (нем. die Hakenkreuzflagge).

Штандарт рейхспрезидента 1933—1935
Государственный служебный флаг 1933—1935
Гюйс 1933—1935
Флаг государственного военного министра 1933—1935
Флаг торговых судов с капитанами из бывших морских офицеров 1933—1935
Флаг государственной почты 1933—1935
Флаг Свободного Государства Пруссия 1933—1945

«Третьим предписанием о предварительном регулировании использования флагов» от 16 июля 1933 года
было установлено, во изменение предписания о германских флагах от 11 апреля 1921 года, что торговый флаг с Железным Крестом отныне называется флагом для бывших морских офицеров как капитанов торговых судов (die Flagge für ehemalige Marineoffiziere als Führer von Handelsschiffen) и состоит из трёх равных по ширине поперечных полос, сверху — чёрная, в середине — белая, внизу — красная, с изображением на чёрной полосе Железного Креста, дважды окаймлённым белой каймой.
«Предписанием о предварительном регулировании использования флагов на коммерческих судах» от 20 декабря 1933 года было подтверждено, что германские коммерческие суда несут чёрно-бело-красный флаг и флаг со свастикой одновременно и впервые на государственном уровне установлено описание флага со свастикой:

Флаг с крючковатым крестом (нем. die Hakenkreuzflagge) имеет красное полотнище, на горизонтальной средней оси которого, ближе к древку, белый круг, в котором изображён чёрный крючковатый крест (нем. das Hakenkreuz, свастика), крюки которого повёрнуты на 45 градусов. Белый круг и чёрный крючковатый крест (свастика) имеют общий центр. Крюки креста (свастики) направлены от древка (на обратной стороне полотнища — наоборот). Диаметр белого круга составляет 3/4 высоты полотнища флага. Длина крестовин креста (свастики) равна половине высоты полотнища. Ширина крестовин креста и его крюков равна 1/10 высоты полотнища. Внешняя длина крюков составляет 3/10, внутренняя — 2/10 высоты полотнища. Отношение высоты полотнища к его ширине как 3 к 5.

## 1935—1945
11 апреля 1935 года «Предписанием о штандарте вождя и государственного канцлера» было установлено:

Штандарт вождя и государственного канцлера — равносторонний, окаймлённый чёрно-бело-чёрной каймой, красный прямоугольник, несущий в белом круге, обрамленном золотыми дубовыми листьями, чёрный крючковатый крест (свастику) с чёрно-белым окаймлением. В четырёх углах штандарта попеременно расположены орёл на крючковатом кресте (свастике) в дубовом венке и орёл вооружённых сил, все в золоте.

23 июня 1935 года был утверждён новый флаг государственного министра вооружённых сил

Штандарт фюрера и рейхсканцлера 1935—1945
Флаг государственного военного министра 23 июня — 5 октября 1935
Флаг государственного военного министра и главнокомандующего вооружёнными силами 1935—1938

15 сентября 1935 года на партийном съезде НСДАП в Нюрнберге среди других «Нюрнбергских законов» был принят «Закон о государственном флаге» (das Reichsflaggengesetz), которым было установлено:

1. Государственные цвета — чёрный, белый и красный.
2. Государственным и национальным флагом (die Reichs- und Nationalflagge) является флаг со свастикой (die Hakenkreuzflagge). Он также является торговым флагом.
3. Вождь и государственный канцлер установит форму государственного военного (die Reichskriegsflagge) и государственного служебного флага (der Reichsdienstflagge).

5 октября 1935 года было издано предписание о государственном военном флаге, гюйсе военных кораблей, торговом флаге с Железным Крестом, флаге государственного военного министра и главнокомандующего вооружёнными силами:

Государственный военный флаг 1938—1945
Гюйс военных кораблей 1935—1945
Торговый флаг с железным крестом 1935—1945

1. Государственный военный флаг (die Reichskriegsflagge) представляет собой красное прямоугольное полотнище, на средней осевой линии которого, ближе к древку, находится дважды чёрным и белым окаймлённый белый круг с наклонным крючковатым крестом (свастикой), нижний крюк которого обращён к древку. Под белым кругом лежит четырежды разделённый белым и трижды разделённый чёрным крест, продолжение крестовин которого являются вертикальным и горизонтальным диаметрами белого круга. Во внутреннем верхнем красном поле (в крыже) помещён Железный Крест, окаймлённый белым. Высота флага относится к его длине как 3:5.
2. Гюйс военных кораблей (die Gösch der Kriegsschiffe) — красное прямоугольное полотнище, на средней осевой линии которого, ближе к древку, находится белый круг с поставленным на угол крючковатым крестом, нижний крюк которого обращён к древку. Высота флага относится к его длине как 3:5.
3. Торговый флаг с Железным Крестом (die Handelsflagge mit dem Eisernen Kreuz) — с изображением Железного Креста в верхнем углу красное прямоугольное полотнище, на средней осевой линии которого, ближе к древку, находится белый круг с чёрным, поставленным на угол крючковатым крестом, нижний крюк которого обращён к древку. Высота флага относится к его длине как 3:5.
4. Флагом государственного военного министра и главнокомандующего вооружёнными силами (die Flagge des Reichskriegsministers und Oberbefehlshabers der Wehrmacht) является государственный военный флаг со следующими различиями: полотнище равностороннее, со всех сторон флаг имеет бело-чёрное обрамление, в верхнем поле у древка и в нижнем поле у свободного края флага изображён Железный Крест в белом окаймлении, в нижнем поле у древка и в верхнем поле у свободного края флага изображён орёл вооружённых сил, обведённый белым.

Государственный служебный флаг
1935—1945

31 октября 1935 года было издано «Предписание о государственном служебном флаге», которым было установлено:

Государственный служебный флаг (die Reichsdienstflagge) — красное прямоугольное полотнище, несущее в середине на белом круге чёрный крючковатый крест с чёрно-белым обрамлением, его нижний крюк обращён к древку. Во внутреннем верхнем углу флага находится чёрно-белый высший знак государства (das Hoheitszeichen des Reichs). Голова орла обращена к древку. Высота флага относится к его длине как 3:5.

8 мая 1945 года был подписан акт о военной капитуляции вооружённых сил Германии, 23 мая 1945 года государственное существование Германии было прекращено, и СССР, США, Великобритания и Франция запретили все виды германских флагов. Немецкие суда временно использовали вместо государственного повторявший цвета флагов западных союзников флаг «Чарли» из набора флагов международного свода сигналов.
В 1949 году в ФРГ и ГДР был принят чёрно-красно-золотой флаг, использовавшийся в XIX веке как флаг Германского союза и символ немецкого единства, а в 1919—1933 годах — как флаг Германии (ГДР добавила в 1959 году в центр флага герб ГДР).